# Đuro I. Gruzijski
Đuro I. Gruzijski (gruzijski: გიორგი I; 998./1002. – 16. kolovoza 1027.), iz dinastije Bagrationi, bio je kralj Gruzije od 1014. do svoje smrti, 1027. godine. Većinu svoje vladavine proveo je u krvavim borbama protiv Bizantskog Carstva.
Đuro je rođen 998. godine, a prema novijim gruzijskim kronikama 1002. godine. Sin je kralja Bagrata III., nakon čije smrti se popeo na prijestolje 7. srpnja 1014. godine. Ujedinio je dotadašnje kraljevine Abhazije i Kartlije i Kahetije u jednu državu. Kao i njegov prethodnih, vladao je pod titulom kralja Abhazaca i Gruzijaca. Suvremeni izvori ponekad izostavljaju jednu od ove dvije titule.
Mladost novog kralja odmah su iskoristili gruzijski plemići koji su bili tlačeni teškom rukom kralja Bagrata. Otprilike iste godine kada je stupio na prijestolje, najistočnije pokrajine Heretija i Kahetija, koje kralj Bagrat nije lako stekao, organizirale su pobunu i ustanovile novu vladu pod Kvirikom III., koji je pripojio susjedni Arran, dopustivši mu da nosi titulu kralja Kahežana i Albanaca. Đuro nije mogao spriječiti ovaj potez, pa je tražio savez ovih kraljevstava, radije nego da pokuša vratiti ga u gruzijsko kraljevstvo. Na taj načio ostavio je dugogodišnje pravo na Kahetiju i Heretiju svojim nasljednicima.
Glavni politički i vojni događaji tijekom Đurine vladavine, ratovi s Bizantom, vuku korijene još iz 990.-ih godina, kada je gruzijski princ David III., nakon neuspjelog ustanka protiv Bazilija II., morao ustupiti svoje veliko imanje u Tao i susjedne zemlje, po svojoj smrti. Svi napori Davidovog pastorka, i Đurinog oca, Bagrata III., kako bi spriječili da ta područja budu pripojena carstvu, bila su uzaludni. Mlad i ambiciozan, Đuro je pokrenu kampanju vraćanja naslijeđa Davida III. u okrilje gruzije, pa je okupirao Tao 1015. – 1016. godine. Također je ušao u savez s Fatimidskom kalifom Al-Hakimom (996. – 1021.), stavivši tako Bazilija u tešku situaciju, prisiljavajući ga tako da su suzdrži od odgovora na Đurinu ofenzivu. Osim toga, Bizantinci su u to vrijeme bili u nemilosrdnom ratu s Bugarskim Carstvom, ograničavajući svoje djelovanje isključivo na zapad. No, čim su osvojili Bugarsku, Al-Hakim više nije bio živ, pa je Bazilije poveo vojsku protiv Gruzije (1021.) Iscrpljujući rat trajao je dvije godine, a završio je bizantskom pobjedom. Đuro je bio prisiljen potpisati mirovni sporazum, kojim je pristao predati Tao i jugozapadne posjede baziliju, ali i svog trogodišnjeg sina Bagrata kao taoca. Nakon mirovnog sporazuma, Carigrad je posjetio katolički partijarh Melkisedek I., koji je uspio dobiti financijsku pomoć za izgradnju "Svetitskhoveli", jednom od glavnih pravoslavnih hramova, u istočnom gruzijskom gradu Mcheti.
Nakon toga, Bazilije je održao mir s gruzijom, dopustivši princu da se dvije godine kasnije (1025.) vrati doma; ali novi bizantski car Konstantin VIII., koji je naslijedio Bazilija, odlučio je dovesti Bagrata nazad u Carigrad. No, to mu nije uspjelo, pa su se bizantsko-gruzijski odnosi pogoršali. Osobito nakon urote Nićifora Komnina, kapetana Vaspurikana, protiv Đure. Đuro se nakon toga pripremao za osvetu, ali ga je zatekla smrt u Trialetiju 16. kolovoza 1027. godine. Sahranjen je u katedrali Bagrati u Kutaisiju. Za nedavno otkrivenu grobnicu, vjerojatno opljačkanu u 19. stoljeću, pretpostavlja se da je pripadala Đuri I.